# Леопольд Біга
Принц Леопольд Біга (1919–2003) — політичний діяч Бурунді. Прем'єр-міністр країни під час парламентських перегонів 1965 року. Був персональним секретарем короля Мвамбутси IV. Займав пост глави уряду до сходження на престол Нтаре V. Який призначив на пост прем'єр-міністра Мішеля Мічомберо.